# 阿波富田駅
阿波富田駅（あわとみだえき）は、徳島県徳島市かちどき橋一丁目にある四国旅客鉄道（JR四国）牟岐線の駅である。駅番号はM01。

## 歴史
徳島市街地の南側に位置する。徳島県庁の最寄駅で徒歩約5分強。また、高校生の利用も多い。
- 1986年（昭和61年）11月1日：開業[1][2]。無人駅で[3]、当初は通年営業の臨時駅としての開業だった[2]。ただ、戦前現在の位置付近に富田浦駅が存在していたことがあり、実質復活ともいえる[4]。
- 1987年（昭和62年）4月1日：国鉄分割民営化によりJR四国の駅となる[4]。
- 1996年（平成8年）頃：近距離切符販売機を設置。
- 2025年（令和7年）3月15日：ダイヤ改正により特急「むろと」の運行を終了。これにより当駅停車の優等列車が消滅[5][6]。

## 駅構造

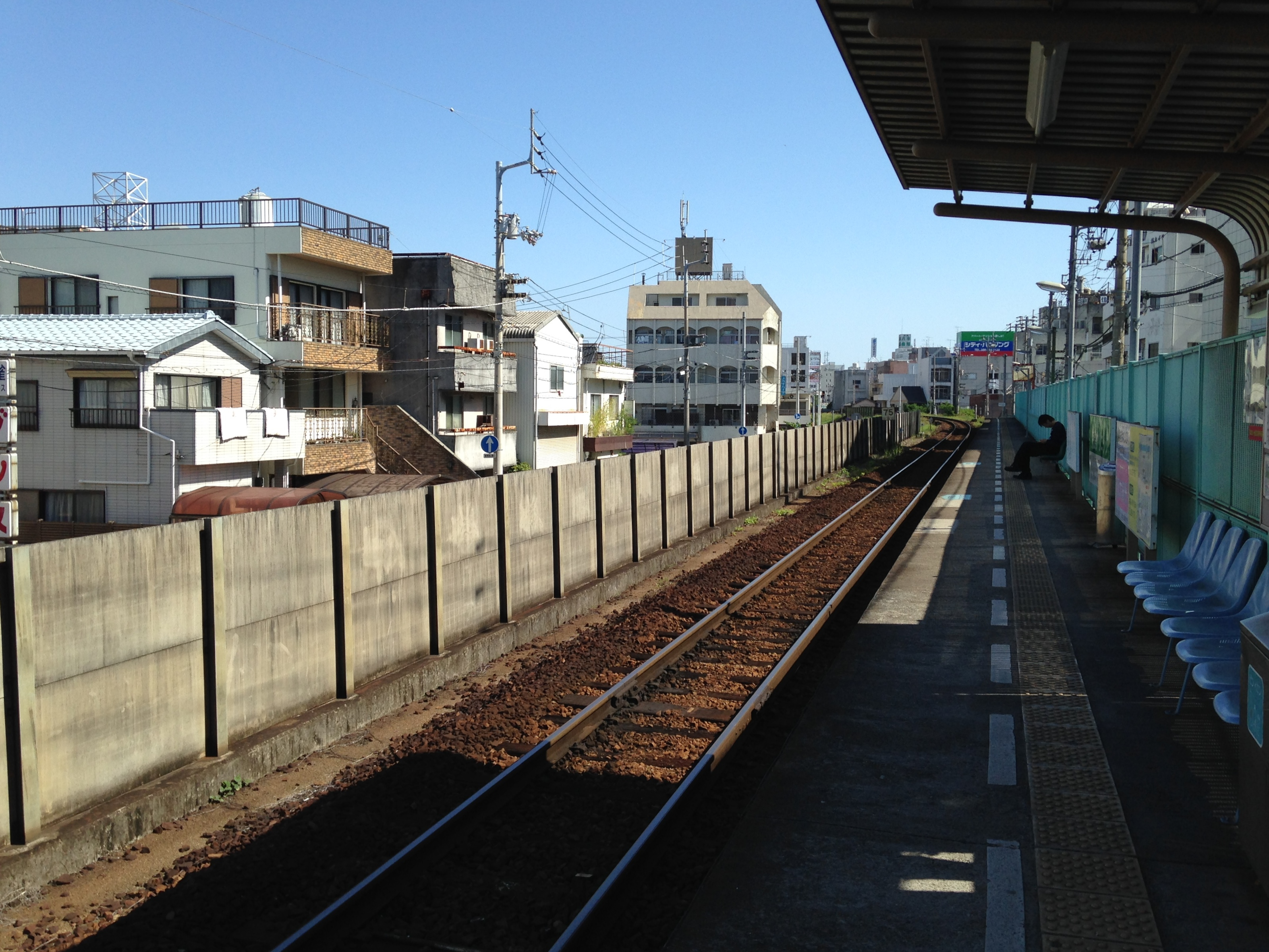
ホーム（2016年5月）

単式1面1線のホームである。築堤上にホームがあり、ホーム下に近距離切符販売機がある。かつては券売機は存在せず、列車内で切符を買う必要があったが、駅の特急停車や利用者の増加に伴って1996年頃に設置された。

## 利用状況
1日平均乗車人員は下記の通り。
| - 343人（1995年度） - 391人（1996年度） - 439人（1997年度） - 398人（1998年度） - 425人（1999年度） - 465人（2000年度） - 453人（2001年度） - 478人（2002年度） - 486人（2003年度） - 479人（2004年度） - 455人（2005年度） - 447人（2006年度） - 430人（2007年度） - 446人（2008年度） - 425人（2009年度） - 429人（2010年度） - 425人（2011年度） - 414人（2012年度） - 437人（2013年度） - 399人（2014年度） - 431人（2015年度） - 449人（2016年度） - 451人（2017年度） - 461人（2018年度） - 494人（2019年度） - 421人（2020年度） - 404人（2021年度） |

## 駅周辺
行政機関
- 徳島地方裁判所
- 徳島家庭裁判所
- 徳島簡易裁判所
- 徳島地方検察庁
- 高松国税局徳島税務署
- 徳島県庁
- 徳島県警察本部
- 徳島県徳島中央警察署
- 徳島市消防局・徳島市東消防署
- 徳島市役所

公共施設
- 徳島県立総合福祉センター
- 徳島市東富田コミュニティセンター
- 徳島市昭和コミュニティセンター

金融機関
- 伊予銀行徳島支店
- 百十四銀行徳島支店
- 四国銀行徳島中央支店
- 阿波銀行昭和町支店

教育機関
- 徳島市富田小学校
- 徳島市昭和小学校
- 徳島市富田中学校
- 徳島県立城東高等学校
- 和晃編物ファッションビジネス専門学校
- 平成調理師専門学校

道路
- 国道11号吉野川バイパス
- 国道55号徳島南バイパス
- 徳島県道120号徳島小松島線
- 徳島県道136号宮倉徳島線

商業施設
- ハローズ万代店
- キョーエイ 中央店
- マルナカ 昭和店

宿泊施設
- 徳島グランヴィリオホテル（旧徳島プリンスホテル）
- ホテル千秋閣

重要文化財
- 三河家住宅（国の重要文化財）
- 原田家住宅（国の登録有形文化財）

その他
- 新町川
- 中洲市場
- 大聖院
- ラウンドワン徳島万代店
- 徳島中央公園

## バス路線
- 徳島バス「かちどき橋一丁目」停留所

## 付記
- 1934年から1941年は当駅とほぼ同位置で富田浦駅を営業していた（鉄道省（国鉄）小松島線の駅[4]）。

## 隣の駅
四国旅客鉄道（JR四国）
■牟岐線
■普通
徳島駅 (M00) - 阿波富田駅 (M01) - 二軒屋駅 (M02)